# Polska Akademia Nauk Archiwum w Warszawie
Polska Akademia Nauk Archiwum w Warszawie – instytucja naukowa i naukowo-pomocnicza jednostka organizacyjna Polskiej Akademii Nauk (do 2011 r. Archiwum Polskiej Akademii Nauk), utworzona na podstawie uchwały nr 167/53 Sekretariatu Naukowego Prezydium Polskiej Akademii Nauk w celu gromadzenia, przechowywania, zabezpieczania, udostępniania spuścizn naukowców i materiałów archiwalnych wytworzonych przez instytucje Polskiej Akademii Nauk, w szczególności przez instytuty naukowe PAN. Jego organizatorem w 1954 r. był Zygmunt Kolankowski, który w latach 1955-1984 pełnił funkcję jego dyrektora.
Archiwum PAN wraz ze swoimi oddziałami w Poznaniu, Katowicach i w Krakowie (od 2002 r. samodzielnie działające Archiwum Nauki PAN i PAU w Krakowie), swoją działalnością obejmuje terytorium całego kraju oraz placówki zagraniczne PAN w Brukseli, Berlinie, Kijowie, Moskwie, Paryżu, Rzymie i Wiedniu.
Jego zasób archiwalny składa się z:
- akt instytucji naukowych poprzedzających powstanie Polskiej Akademii Nauk,
- akt własnych Polskiej Akademii Nauk,
- spuścizn i kolekcji po uczonych,
- mikrofilmów i fotokopii ze zbiorów innych instytucji naukowych,
- zbiorów specjalnych kartografii, grafiki i medali.